# فروخ بك
فروخ بك (حوالي 1545 - حوالي 1615) كان رسام مغولي فارسي المولد خدم في بلاط مرزا محمد حكيم قبل أن يعمل مباشرة مع الامبراطور المغولي أكبر. تأثر لدرجة كبيرة بالاسلوب الفارسي في الرسم. أعجب الإمبراطور المغولي جهانكير بأعماله بدرجة كبيرة. وخدم أربع بلاطات ملكية خلال حياته.

## سيرته
ولد في إيران من القلميقيون وتلقى تدريبه في خراسان. بدأ العمل في كابول تحت إمرة محمد حكيم، شقيق الإمبراطور أكبر. وبعد موت حكيم، انتقل إلى دلهي في ديسمبر 1585. وشارك في حملة أكبر على قندهار. ورسم العديد من اللوحات للبلاط المغولي مابين عامي 1585 و 1590. ولذلك يعتبر من الفنانين القلائل الذين أخذوا فن المنمنات الفارسي ليشكل ما يعرف بالمنمنات المغولية، كعبد الصمد.
استخدم في أعماله نباتات كبيرة، ألوان زاهية، وستائر.

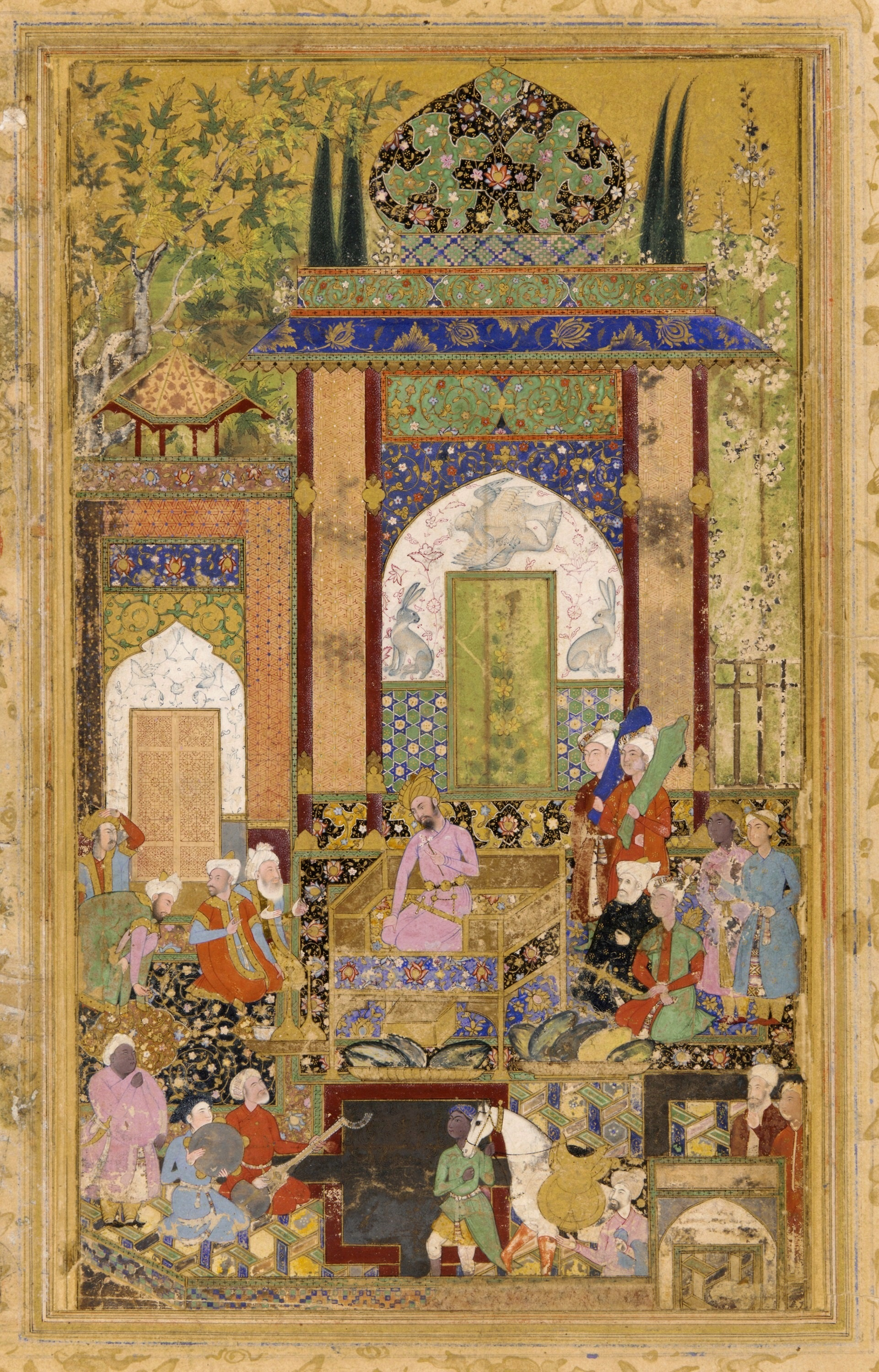
ظهير الدين بابر يستقبل أحد رجال الحاشية الملكية, 1589, رسم مرزا فروخ بك

### ألبوم جولشان
أشهر أعماله كان في عهد الإمبراطور المغولي جهانكير واطلق عليه ألبوم الجولشان. ويعتبر من أرقي الرسومات المغولية. ويوجد حاليا في المتحف الوطني ومكتبة مالك في طهران.
وخدم الإمبراطور جهانكير في سنواته الأخيرة.

## أعمال
- بير عند باب الحان
- خمسة نظامي
- بابر نامه

## روابط خارجية
- دخول أكبر المظفر إلى سورت من متحف فكتوريا وألبرت
- مقابلة بين المبعوت الملكي مير معز الملك والثائر بهادر خان من متحف فكتوريا وألبرت